# Glatzer Madonna
Als Glatzer Madonna (auch Thronende Madonna, tschechisch Kladská madona) wird ein Tafelbild bezeichnet, das vom ersten Prager Erzbischof Ernst von Pardubitz um 1350 dem von ihm gestifteten Augustiner-Chorherrenstift in Glatz geschenkt wurde. Es entstammt der Böhmischen Malerschule und wurde vermutlich vom Meister von Hohenfurth geschaffen. Zusammen mit der Madonna mit dem Spatz gehört das Gemälde zu den bedeutendsten gotischen Marienbildnissen der vormaligen Grafschaft Glatz.

## Beschreibung
Das auf Pappelholz gemalte Bild stellt die Thronende Madonna mit dem Kind dar. Maria sitzt auf dem gotischen Thron vor goldenem Hintergrund. Mit der rechten Hand umfasst sie das auf ihrem Schoß sitzende Kind, in der linken Hand hält sie ein Lilienszepter. Ein Reichsapfel liegt daneben auf ihrem Schoß. Ihr Kopf ist nach rechts geneigt und ihr Blick geht über den Bildraum hinaus nach rechts. In der Christlichen Kunst wird die Thronende Madonna als Sedes sapientiae (Sitz der Weisheit) bezeichnet.
Der Stifter Ernst von Pardubitz ist ebenfalls auf dem Gemälde dargestellt. Er kniet links unten in kleinerem Maßstab vor dem Thron. Er hat alle Insignien seiner religiösen Würde vor der Madonna abgelegt und schaut zu ihr auf. Außerdem befinden sich sieben Engelsfiguren auf der Tafel. Zwei davon halten ein kostbares, goldverziertes Tuch hinter dem Thron hoch, der Engel über der Madonna setzt ihr die Marienkrone auf, die zwei Engel rechts und links schwingen je ein Weihrauchfass. Der rechte Engel in der unteren Reihe reicht ihr einen Reichsapfel und der linke Engel zeigt auf den knienden Stifter.
Nach der vom Jesuiten Bohuslav Balbín 1664 verfassten „Vita Venerabilis Arnesti“ sollen ursprünglich zu dem Tafelbild vier kleinere Seitentafeln mit der Darstellung Geburt Christi, Beschneidung des Herrn, Flucht nach Ägypten und Der zwölfjährige Jesus im Tempel gehört haben. Das Bild muss demnach sowohl rechts, als auch links beschnitten worden sein.

## Herkunft und Geschichte des Bildes

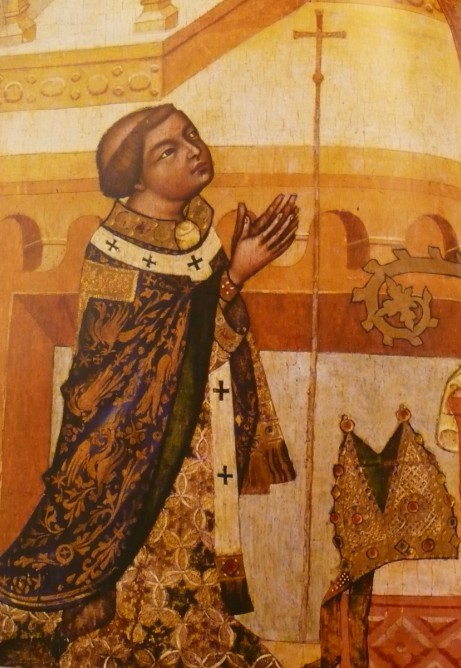
Bildausschnitt

Das Tafelbild entstand im Auftrag des ersten Prager Erzbischofs Ernst (Arnestus) von Pardubitz, der ein großer Verehrer der Jungfrau Maria war und im Glatzer Land als Seliger verehrt wurde. Als Kind soll er in der Glatzer Pfarrkirche Mariä Himmelfahrt eine Marienerscheinung gehabt haben, die er erst kurz vor seinem Tod niederschrieb. Vermutlich deshalb hatte er vor 1350 in Glatz ein Augustiner-Chorherrenstift gegründet, das er zusammen mit seinen Brüdern Smil und Wilhelm von Pardubitz finanziell ausstattete.
1595 wurde das Augustinerstift durch päpstliche Verfügung den Jesuiten übergeben. Sie bauten das Stift zu einem Kolleg um, wurden jedoch 1618 aus Glatz vertrieben. Nach der Schlacht am Weißen Berg wurde das ehemalige Augustinerstift während der Kämpfe um Glatz 1622 zerstört und nicht wieder aufgebaut. Bis zur Zerstörung des Stifts zierte das Bild den Hauptaltar der zu Ehren Maria Verkündigung geweihten Stiftskirche, die auch als „Thumkirche“ bezeichnet wurde. Das Madonnenbild wurde vom damaligen Schlosshauptmann Johann Georg Semling dem lutherischen Edelmann Adrian von Eckersdorf auf Labitsch übergeben, der es von ihm erbeten hatte und es in einem Haus in Frankenstein versteckte. Nach dem Ende der Belagerung von Glatz und dem Sieg der Kaiserlichen wurde es von dort am 11. November 1625 in die Glatzer Pfarrkirche Mariä Himmelfahrt gebracht, an der die 1624 zurückgekehrten Jesuiten die Seelsorge übernommen hatten und in den Gebäuden der Johanniterkommende wiederum ihr Jesuitenkolleg begründeten. Später fand das Bild seinen Platz an der südlichen Seitenwand der Pfarrkirche bei der unteren Sakristeitür.
Nach 1811 gelangte das Bild an den Glatzer Historienmaler Ludwig Bittner, der es 1834 restaurierte und danach dem Glatzer Katholischen Gymnasium für die Kapelle schenkte. Von diesem erwarb es im Jahre 1902 für 8500 Mark das Berliner Kaiser-Friedrich-Museum (heute Gemäldegalerie Berlin). Erst dort wurde das Gemälde von der kunsthistorischen Forschung als das erste große Tafelbild der altdeutschen Malerei erkannt und als „Glatzer Madonna“ bezeichnet. 1904/1905 wurde das Bild von der Gemäldegalerie übernommen.
Den Zweiten Weltkrieg überstand das Gemälde unbeschadet. Allerdings wurde es von der Sammelstelle des Wiesbadener Central Collecting Point beschlagnahmt. Danach wurde es zusammen mit 202 wertvollen Gemälden in 14 amerikanischen Museen ausgestellt und 1948 wieder nach Wiesbaden verbracht. Später wurde es an die Berliner Gemäldegalerie restituiert.